# Mary Elvira Weeks
Pour les articles homonymes, voir Weeks.
Mary Elvira Weeks (10 avril 1892 - 20 juin 1975) est une chimiste et historienne des sciences américaine. Elle est l'auteur d'une histoire de la découverte des éléments.  

## Biographie
Mary Elvira Weeks a commencé sa carrière comme professeur de lycée et technicienne chimiste. En 1921, elle entre à l'Université du Kansas où elle soutient sa thèse de doctorat en 1927. Elle s'y consacre à l'enseignement et fait peu de travaux de recherche.  
Son intérêt se porte sur l'histoire de la chimie. De 1932 à 1933, elle écrit une série de 21 articles consacrés à la découverte des éléments pour le Journal of Chemical Education, articles réunis dans un ouvrage publié en 1935,   Discovery of the Elements, souvent réédité par la suite. Le livre et les articles furent illustrés avec les portraits de chimistes provenant de la collection de Frank B. Dains, un collègue de Weeks. 
En 1944, elle devient bibliothécaire de recherche à Wayne State University. En 1946 ou 1947, elle commence une collaboration avec Charles A. Browne sur une histoire rétrospective de l'American Chemical Society. Après la mort de Browne en 1947, Weeks achève seule le travail, publié en 1952 sous le titre A History of the American Chemical Society. Seventy-five Eventful Years.
Weeks a pris sa retraite en 1954 à Détroit. En 1968, elle reçoit le Dexter Award (en) de l'American Chemical Society.

## Publications
- Discovery of the Elements, with illustrations collected by F. B. Dains, 5th edition, Easton, Journal of chemical education, 1948
- A History of the American chemical society, seventy-five eventful years, par Charles Albert Browne et Mary Elvira Weeks, préface de Charles L. Parsons, Washington, American chemical society, 1952